# 年輕人成為搖滾明星指南
《年輕人成為搖滾明星指南》（英語：The Young Person's Guide to Becoming a Rock Star）是一部英國喜劇電視劇，於1998年在英國第四頻道播出。該劇由六部分組成，諷刺音樂行業，由皮囊創作者布萊恩·埃爾斯利撰寫。故事圍繞年輕的格拉斯哥樂隊 「Jocks Wa Hey」展開，講述者他們努力尋找成功的故事。
該劇榮獲1999年皇家電視協會連續劇獎，同年，編劇布萊恩·埃爾斯利獲得皇家電視協會工藝與設計獎提名。

## 外部連結
- 互联网电影数据库（IMDb）上《The Young Person's Guide to Becoming a Rock Star》的资料（英文）